# Агрестія щетиниста
Агрестія щетиниста, аспіцилія щетиниста (Agrestia hispida) — один з видів кочівних пустельно-степових лишайників роду агрестіа (Agrestia). Лишайник класифіковано у 1970 році.

## Будова
Тіло — слань завширшки до 2,5 см, кущиста, сірого або оливково-зеленувато-бурого кольору; слабко прикріплена чи зовсім не прикріплена до субстрату. Гілочки слані біля основи діаметром — 1–1,5 мм, округло-циліндричні або слабо сплющені, вигнуті, досить розгалужені. Біля верхівок вкорочені гілочки іноді утворюють пучки, на верхівці закінчуються кількома шипуватими виростами. Розмножується нестатевим шляхом.

## Поширення та середовище існування
Глинисті, солонцюваті та кам'янисті ґрунти (південні степи); гірські схили, яйли.

## Природоохоронний статус
Включений до Червоної книги України. Природоохоронний статус — вразливий. Причини зміни чисельності — розорювання степових ділянок, випасання овець. Для збереження виду слід створювати заказники, контролювати стан популяцій.